# NGC 1300
NGC 1300は、エリダヌス座の方向に約6100万光年離れた位置にある棒渦巻銀河である。直径は11万光年で、我々の銀河系よりも少し大きい。エリダヌスクラスターを構成する。ジョン・ハーシェルによって発見された。

## 画像
右の画像は、ハッブル宇宙望遠鏡によって2004年9月に撮影された。青（中心波長435nm）、可視光（555nm）、赤外線（814nm）、水素α（658nm）の4つのフィルターを組み合わせて撮影されたものである。解像度はこれまでで最も良く、銀河の腕、銀河円盤、銀河バルジ、核等が見える。腕の中には青色巨星、赤色巨星や星団、星の形成領域等も見られる。背景にはさらに遠方の銀河がいくつもある。
渦巻き構造の中心部は、核が直径約3300光年の独自の円盤を持つ大規模構造をとる。大きな渦巻を持つ銀河だけが、このような二重の構造をとる。モデルによると、ガスが中心部に向かって集まり、中心のブラックホールからエネルギーを得て渦を形成する。しかし、NGC 1300が活性な核を持つことは知られていない。

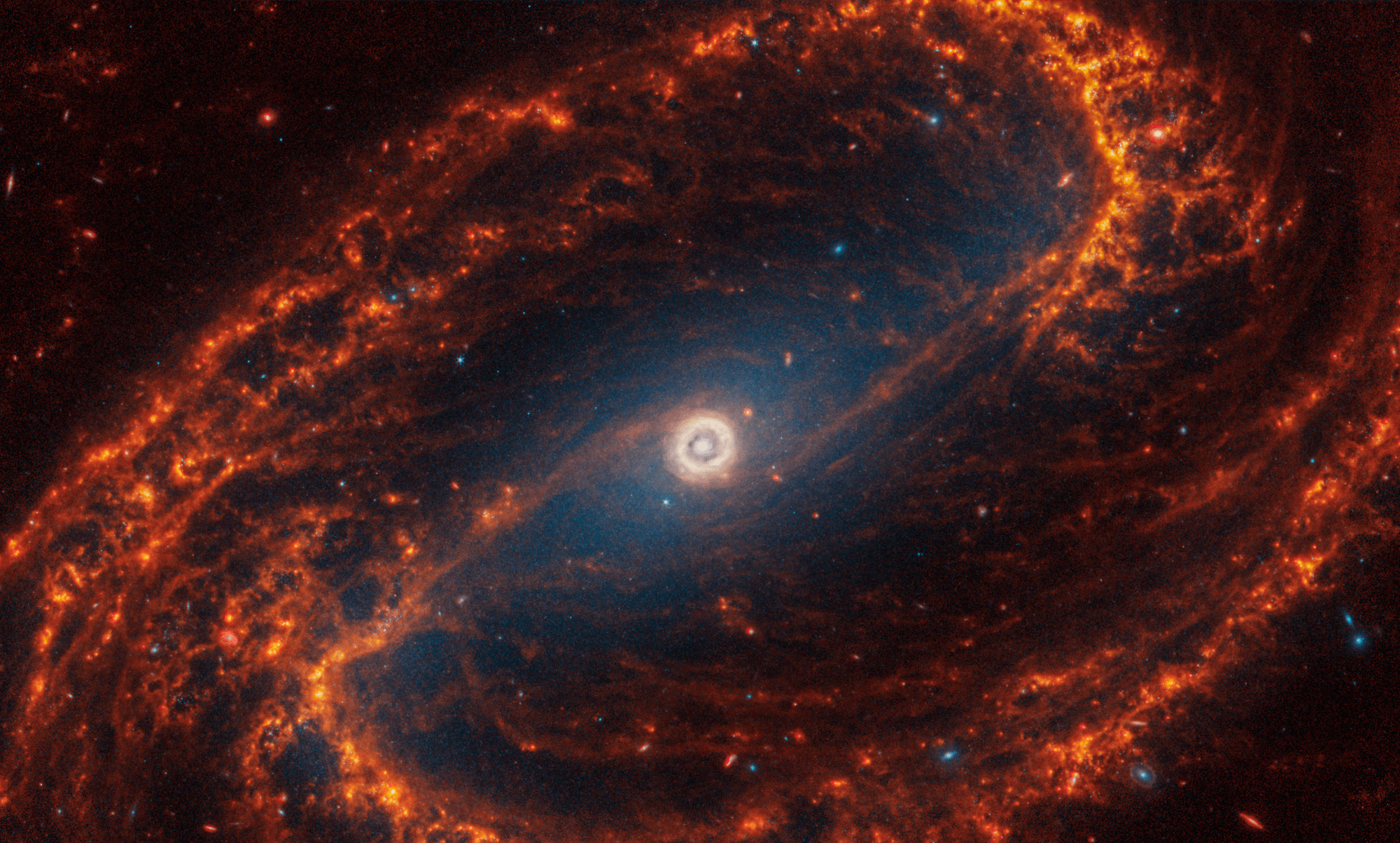
NGC 1300 赤外線画像